# EXtended FDisk
eXtended FDisk, auch kurz XFDisk, ist ein unter DOS lauffähiges Dienstprogramm, das Festplatten partitionieren und bei Bedarf einen Bootmanager installieren kann. Es kann auch als eine komfortablere Alternative zu fdisk von IBM und Microsoft angesehen werden.

## Entwicklung
XFDisk wurde von Florian Painke und seinem Nachfolger Ulrich Müller unter der GNU General Public License als Ersatz für MS-DOS-fdisk entwickelt und ist kostenlos. Bei Version 0.9.3 wurde die Entwicklung im Jahr 2001 gestoppt und nicht wieder aufgenommen.

## Merkmale

### Partitionierung
Prinzipiell kann XFDisk auch Festplatten mit mehr als 137 GB partitionieren, sofern das BIOS des Rechners die dann notwendige 48-Bit-Adressierung (LBA-48, auch „Big-LBA“) unterstützt. In der Praxis scheitert XFDisk bei großen Platten, erfahrungsgemäß ab 300 GB, jedoch oft beim Programmstart und stürzt ab. Das passiert nicht immer und hängt davon ab, ob bereits Partitionen vor dem Start vorhanden waren. Wenn XFDisk problemlos startet, funktioniert das Programm im Folgenden einwandfrei.

### Bootmanager
Der Bootmanager von XFDisk ermöglicht das Anlegen von mehreren unabhängigen primären Bootpartitionen (Laufwerk C:), die gegengleich unsichtbar gemacht werden und damit jeweils voneinander geschützt sind. Im Gegensatz zu anderen Bootmanagern belegt der Bootmanager von XFDisk keine eigene Partition.